# Michiel Angelo Salamon

Stemma Salamon

Michiel Angelo Salamon (fl. XVII secolo) è stato un medico dalmata di origini veneziane vissuto nel XVII secolo.

## Biografia
Michiel Angelo risiedeva a Zara, in Dalmazia, all'epoca appartenente alla Repubblica di Venezia, ed era un esponente della famiglia patrizia veneziana dei Salamon, a vario titolo e a vari livelli coinvolta nella politica e nei commerci della Repubblica di Venezia.
Egli è noto per aver suggerito alle autorità militari veneziane - tramite la mediazione del provveditore Lunardo Foscolo, che informò gli inquisitori Piero Morosini, Piero Querini e Geronimo Giustiniani - un metodo per diffondere la peste bubbonica fra i turchi e sconfiggerli durante l'assedio di Candia (1648-1669). Salamon, infatti, riteneva di essere riuscito a distillare la “quintessenza” del temibile morbo dai fluidi dei malati e proponeva di cospargere con essa i tessuti destinati all'acquisto nei mercati degli ottomani, così da infettare con la peste nera i nemici, permettendo ai veneziani di liberare più facilmente la città cretese.
Il piano non fu messo in atto e l'efficacia di tale tecnica ipotizzata dal Salamon è stata messa in dubbio, ma esso rappresenta uno dei primi tentativi di "guerra tossicologica" di cui vi sia testimonianza diretta.
A documentare questi fatti sono conservate nell’Archivio di Stato di Venezia alcune lettere inviate tra il 1649 e il 1651.